# Hector Visconti
Hector Visconti (Milaan, 2 april 1346 - Monza, 7 januari 1413) was een natuurlijke zoon van Bernabo Visconti.

## Levensloop
Hector (of Astor) Visconti, was een natuurlijke zoon van Bernabo Visconti, verwekt bij Beltramola de' Grassi. Hij werd een talentvol krijgsheer die de bijnaam kreeg van Soldaat zonder Vrees.
Nadat zijn vader in 1385 was gevangengenomen en vermoord door Gian Galeazzo Visconti, sloot Hector zich aan bij de vijanden van zijn schoonbroer. In 1402 moest hij machteloos toezien hoe deze door zijn oudste zoon werd opgevolgd. Maar toen deze om het leven gebracht werd in 1412, achtte hij zijn uur gekomen. Hij trad Milaan binnen en werd er door de samenzweerders, bij gebrek aan een kandidaat in de wettige lijn, als zoon van Bernabo erkend als hertog van Milaan. De bevolking leek het daarmee eens.
Maar de gouverneur van de citadel van Milaan dacht er anders over. Hij trok de kaart van Filippo Maria Visconti, de jongere broer van de vermoorde hertog. Hij liet diens troepen via de citadel de stad binnendringen en Hector moest vluchten.
Hij verschanste zich in Monza waar hij na vier maanden belegering zich moest terugtrekken in het versterkt kasteel van deze stad. Hij werd er getroffen door een schotwonde en overleed er.
Bijna drie eeuwen later, in 1711, werd zijn gemummificeerd lichaam teruggevonden in een muur van de Dom van Monza. De mummie wordt bewaard in het museum van deze stad.